# Mongólia nos Jogos Olímpicos de Verão de 1980
A Mongólia competiu nos Jogos Olímpicos de Verão de 1980, realizados em Moscou, União Soviética.